# هوس بيل
يشير هوس بيل، الذي يُعرف أيضًا باسم الهوس الهذياني، إلى متلازمة سلوكية عصبية حادة. تتميز هذه المتلازمة عادة ببدء متسارع لأعراض الهذيان، والهوس والذهان، المتبوعة بهوس العظمة، والتقلقل الانفعالي، وتبدلات الوعي، وفرط الحرارة وفي الحالات الشديدة الموت. يمكن تشخيص هذه المتلازمة في بعض الأحيان بالخطأ على أنها الهذيان المتحمس (إي إكس دي) أو شذوذ الحركة نظرًا إلى وجود أعراض متداخلة بين هذه الحالات الثلاث. كشفت دراسات الفيزيولوجيا المرضية أن الآلية الكامنة خلف تطور هذه المتلازمة كامنة في ارتفاع مستويات الدوبامين داخل الشبكة العصبونية الحيوية. يُعد متعاطو المنبهات النفسية بالإضافة إلى الأفراد الذين يختبرون نوبات هوسية شديدة أكثر عرضة للإصابة بتظاهرات هذه الحالة. حلت الحلول التدبيرية مثل التهدئة وحقن الكيتامين محلًا للنقاش بين الأوساط الطبية لاستخدامها في علاج الأفراد المصابين بهذه الحالة. تشير التقارير إلى حدوث هوس بيل بشكل شائع في بعض الدول مثل الولايات المتحدة وكندا فضلًا عن ارتباط ذلك بتعاطي المنبهات النفسية والإدمان عليها.

## السمات السريرية
تتطور الغالبية العظمى من حالات هوس بيل المدروسة بتحريض استخدام المنبهات النفسية أو الحالات الطبية أو العصبية الموجودة سابقًا، ما يعيق فهم هذه المتلازمة. نتيجة لذلك، لا يوجد في الوقت الحالي إجماع علمي حول السمات السريرية لهوس بيل. يعمل الباحثون حاليًا على العديد من دراسات الحالة المختلفة بهدف اشتقاق سمات سريرية مشتركة. تشمل بعض العلامات والأعراض المتكررة البدء الحاد للهذيان، أو الهوس أو الذهان. يظهر المرضى المصابون بهوس بيل تقلبًا في شدة الأعراض على مر الوقت مع تبدل في الوعي والتقلقل الانفعالي. يميل المرضى إلى الشعور بالحماس، والهياج، وجنون الارتياب، والوهم والتيقظ. يظهر هؤلاء سلوكيات مندفعة، وعدائية وتخريبية تجاه الآخرين، وقد يستمرون على هذا المنوال من ساعات إلى أيام، بالإضافة إلى إظهارهم قوة بدنية غير متوقعة. غالبًا ما تتطور أيضًا أعراض شذوذ الحركة مثل التجهم، والحركة الصدوية، والسلبية، واللفظ الصدوي والنمطية. تشمل الأعراض الإضافية اللاحقة كلًا من ضعف التركيز، وفقدان الذاكرة، والتوهان، والأرق والهلوسات السمعية والبصرية. تحدث تحولات من الكلام الصاخب غير المنظم إلى البكم. تشمل بعض العلامات الفيزيولوجية النمطية فرط الحرارة، وتسرع القلب، وفرط الضغط وفرط التنفس.

## العلاج والتدبير
على الرغم من دراسة نطاق هوس بيل بشكل متوسع، ما يزال هنالك بعض التحديات الهامة التي تحتاج حلًا فيما يتعلق بالعلاج والتدبير.

### التعرف على المتلازمة
مع مرور الوقت، تزايد الاعتراف بأهمية هذه المتلازمة فيما يتعلق بطريقة الوفاة، وخاصة مع صعوبة تحديد السبب التشريحي للوفاة خلال عملية تشريح الجثة. أظهرت الدراسات الأخيرة وجود خلل في التوازن العصبي الكيميائي ما يؤدي إلى فرط النشاط الذاتي وزيادة مستويات الدوبامين لدى الضحايا. ينبغي على عاملي الإسعاف إدراك هذه الأعراض بشكل سريع من أجل تجنب تصاعد الحالة ودخول الفرد في الحماض الأيضي، وانحلال الربيدات، وفشل الأعضاء المتعدد وفي النهاية الموت. في ضوء الموجودات السريرية، أمكن وصف بعض العلاجات المحتملة بما في ذلك التهدئة الفعالة، المتبوعة على نحو سريع بالتبريد الخارجي، ومراقبة المضاعفات الطبية والمعالجة الوريدية (آي في).

### التهدئة السريعة
تشمل إحدى التقنيات التدبيرية التهدئة السريعة في ضوء الطبيعة العدوانية غير المتوقعة للمريض الذي يعاني من هوس بيل، على وجه الخصوص عند حدوث الأعراض التي يجب التعامل معها كنتيجة لبعض الأسباب مثل تنظيم الدوبامين. قد يلعب إغلاق سلسلة الكاتيكولامينات وتهدئة المريض على نحو سريع باستخدام بعض المهدئات مثل البنزوديازيبين أو مضادات الذهان دورًا مساعدًا في تدبير الحالة. تشير دراسات عديدة أيضًا إلى زيادة الفعالية عند دمج مهدئين اثنين أو أكثر من أجل علاج المرضى مفرطي الهياج.

### حقن الكيتامين العضلية
قد لا يمتلك المرضى المصابون بهوس بيل وقتًا مثاليًا أو كافيًا للعلاج بالمهدئات وانتظار بدء تأثيرها. نتيجة لذلك، يُستخدم العلاج بالتخليج الكهربائي وحقن الكيتامين العضلية كحل بديل مقترح. مع تميزه بزمن بدء متراوح بين 30 ثانية و4 دقائق، ثبت أن الكيتامين أكثر فعالية من البنزوديازيبينات. على الرغم من عدم توفر بيانات البالغين بسهولة فيما يتعلق باستخدام الكيتامين مع مرضى هوس بيل، خلص ستراير وآخرون في دراسة لهم إلى النجاح الموثوق لاستخدام الكيتامين في السيطرة على فرط النشاط بالإضافة إلى تسهيله تقنيات التدبير الأخرى مع آثار جانبية أقل.

### التدابير الوقائية الأخرى
بالإضافة إلى تقنيات التهدئة، يمكن استخدام بعض تدابير الوقاية والحماية الأخرى من أجل إنقاص خطر الموت، يشمل بعض من هذه التدابير:
- تدبير سلسلة الكاتيكولامينات.
- المراقبة الطبية الأساسية لوظائف الجسم.
- تحليل الدم.
- الفحوصات البدنية.
- التبريد السريع لحرارة الجسم.

يجب التحرك بشكل سريع فيما يتعلق بالتعامل مع مرضى هوس بيل بسبب خطورة الحالة الطبية وإلحاحها. نظرًا إلى طبيعة المتلازمة المماثلة لكل من فرط الحرارة الخبيث (إم إتش) والمتلازمة الخبيثة للدواء المضاد للذهان (إن إم إس)، يمكن استخدام الدانترولين كطريق علاجي محتمل نتيجة دوره التصحيحي السريع للحماض. على الرغم من وجود حاجة إلى مزيد من الأبحاث فيما يتعلق بأسباب هذا المرض وتبعاته، يجب التركيز على الأعراض السلوكية والفيزيائية من أجل تجهيز المؤسسات الطبية وجهات حفظ الأمن بالمعلومات الضرورية للاستجابة على حالات هوس بيل بشكل ملائم.

## لمحة تاريخية

### الذكر الأول لهوس بيل
يمثل هوس بيل متلازمة ذات مسببات غير معروفة حتى الآن، ويرجع اكتشافها إلى الطبيب النفسي الأمريكي لوثر بيل الذي ذكرها لأول مرة في خمسينيات القرن التاسع عشر بعد رصده المرضى النفسيين المحالين إلى المؤسسات الصحية. وردت التقارير السريرية الأولى والتوصيفات الأولى للأفراد المصابين بهوس الإنهاك الحاد والهذيان بواسطة بضعة أطباء نفسيين في الولايات المتحدة، وفرنسا والمملكة المتحدة. تشابهت توصيفات المتلازمة إلى حد كبير مع تلك الخاصة بمرضى الفصام (الهلوسات والهذيان). مع ذلك، وردت أيضًا أعراض إضافية من فرط النشاط، والتيقظ المتزايد وتغيرات دورة النوم لدى مرضى هوس بيل.

### الظهور الأول للأعراض ذات الصلة
أمكن رصد الأعراض التي توحي بهذا الاضطراب للمرة الأولى في القرن التاسع عشر، إذ تمثلت بعض الأعراض الأكثر أهمية في ظهور العدائية، والسلوك الغريب، والعنف، والصراخ المفرط، والذعر، وجنون الارتياب وارتفاع حرارة الجسم. في عام 1934، وصف ستاودر سلسلة من حالات الهياج النفسي الحركي الحادة لدى اليافعين الذين ليس لديهم تاريخ سابق من الاضطرابات النفسية أو الجسدية. أطلق ستاودر على هذا الوصف مصطلح شذوذ الحركة القاتل. تشير الأسباب الأخرى لتطور تظاهرات هوس بيل إلى تعاطي الأدوية المنبهة بكميات مفرطة بالإضافة إلى الأمراض النفسية مثل الاكتئاب أو الفصام.
في عام 1985، ذُكر هوس بيل بطريقة حاسمة لأول مرة باستخدام المصطلح الهذيان الحماسي (إي إكس دي). قبل هذا العام، حدثت غالبية حالات الوفاة الناتجة عن التسمم بالكوكايين على نحو مفاجئ خلال وباء الكوكائين. شمل ذلك التعرض لكميات شديدة السمية من المخدر نتيجة انفجار عبوات الكوكايين التي يحملها «مهربو المخدرات داخل فجوات الجسم». في العام نفسه، رصد ويلتي وفيشباين مجموعة من الملاحظات فيما يتعلق بالذهان، وتوقف القلب والموت المفاجئ لدى الأفراد المدمنين على الكوكائين. نظرًا إلى استدعاء قوات الأمن في غالبية الحالات لاحتواء سلوكيات العنف التي يظهرها هؤلاء الأفراد، أشارت التخمينات إلى إمكانية اعتبار وحشية الشرطة السبب الكامن خلف هذه الوفيات. عند المراجعة الطبية للحالات ذات الصلة باستخدام العصي الكهربائية، وبخاخات الفلفل ووسائل التقييد الأخرى، لم تظهر النتائج أي سبب مستقل وراء هذه الوفيات، على الرغم من استبعاد مشاكل مثل أمراض القلب والصدمات من التقييم الشامل.